# Distrito electoral 9A (Nebraska)
El distrito electoral 9A (en inglés: Precinct 9A) es un distrito electoral ubicado en el condado de Cedar en el estado estadounidense de Nebraska. En el Censo de 2010 tenía una población de 162 habitantes y una densidad poblacional de 7,87 personas por km².

## Geografía
El distrito electoral 9A se encuentra ubicado en las coordenadas 42°40′47″N 97°20′26″O / 42.67972, -97.34056. Según la Oficina del Censo de los Estados Unidos, el distrito electoral 9A tiene una superficie total de 20.57 km², que corresponden a tierra firme.

## Demografía
Según el censo de 2010, había 162 personas residiendo en el distrito electoral 9A. La densidad de población era de 7,87 hab./km². De los 162 habitantes, el distrito electoral 9A estaba compuesto por el 98.77% blancos y el 1.23% pertenecían a dos o más razas. Del total de la población el 5.56% eran hispanos o latinos de cualquier raza.